# Scincella doriae
Espèce
Synonymes
- Lygosoma doriae Boulenger, 1887
- Leiolopisma doriae (Boulenger, 1887)

Scincella doriae est une espèce de sauriens de la famille des Scincidae.

## Répartition
Cette espèce se rencontre :
- en République populaire de Chine au Yunnan et au Sichuan ;
- au Viêt Nam ;
- dans le nord de la Birmanie

Sa présence est incertaine en Thaïlande.

## Étymologie
Cette espèce est nommée en l'honneur de Giacomo Doria.

## Publication originale
- Boulenger, 1887 : An account of the Scincoid lizards collected from Burma for the Genoa Civic Museum by Messrs. G.B. Comotto and L. Fea. Annali del Museo civico di storia naturale di Genova, sér. 2, vol. 4, p. 618-624 (texte intégral).